# Treron seimundi
El vinago de Seimund o vinago culigualdo (Treron seimundi) es una especie de ave columbiforme de la familia Columbidae propia del sudeste asiático. 

## Distribución y hábitat
Se encuentra en Indochina y la península malaya, distribudio por Laos, Malasia, Tailandia y Vietnam. Su hábitat natural son los bosques húmedos tropicales y los manglares.